# Ernesto De Mattia
Ernesto De Mattia (Cortina d'Ampezzo, 10 febbraio 1972) è un ex sciatore alpino italiano.

## Biografia
Discesista puro originario di Cortina d'Ampezzo, De Mattia debuttò in campo internazionale in occasione dei Mondiali juniores di Zinal 1990; l'anno dopo, nella rassegna iridata giovanile di Geilo/Hemsedal 1991, vinse la medaglia d'argento. In Coppa del Mondo ottenne il primo piazzamento il 23 gennaio 1993 a Veysonnaz (58º), conquistò il miglior risultato il 29 gennaio 1994 a Chamonix (35º) e prese per l'ultima volta il via il 17 dicembre successivo a Val-d'Isère (38º). Si ritirò durante quella stessa stagione 1994-1995 e la sua ultima gara fu uno slalom gigante FIS disputato il 13 gennaio a Courmayeur; non prese parte a rassegne olimpiche o iridate.

## Palmarès

### Mondiali juniores
- 1 medaglia:
  - 1 argento (discesa libera a Geilo/Hemsedal 1991)

### Campionati italiani
- 1 medaglia[1]:
  - 1 argento (discesa libera nel 1994)